# Dobrá Voda (ort i Tjeckien, lat 49,39, long 16,07)
Dobrá Voda är en ort i Tjeckien.   Den ligger i regionen Vysočina, i den centrala delen av landet, 140 km sydost om huvudstaden Prag. Dobrá Voda ligger 554 meter över havet och antalet invånare är 331.
Terrängen runt Dobrá Voda är platt.Runt Dobrá Voda är det ganska glesbefolkat, med 43 invånare per kvadratkilometer. Närmaste större samhälle är Velké Meziříčí, 5,7 km sydväst om Dobrá Voda. Trakten runt Dobrá Voda består till största delen av jordbruksmark.